# Quang Sơn, Lập Thạch
Quang Sơn là một xã thuộc huyện Lập Thạch, tỉnh Vĩnh Phúc, Việt Nam.
Xã có diện tích 11 km², dân số năm 1999 là 5346 người, mật độ dân số đạt 486 người/km².